# Karija
Karija (iz luvijskega Karuwa, Strma dežela, starogrško starogrško Kαρία: Karía, turško Karya) je bila zgodovinska regija v zahodni Anatoliji med Lidijo na severu, Pizidijo na vzhodu, Likijo na jugu in Jonijo na zahodu.
Ozemlje zahodno od Karije so kolonizirali jonski in dorski Grki, ki so z domačimi Karijski ustanovili države z grško prevlado. Karijci so se tam naselili pred Grki. Herodot jih je imel za potomce Minojcev, sami pa so se prištevali med Anatolce s celine, ki so se intenzivno ukvarjali  s pomorstvom in bili sorodni z Mizijci in Likijci. Karijci so govorili anatolski karijski jezik karijščino, ki ni bila nujno povezana z geografskim poreklom, saj je bila nekoč razširjena po celi Anatoliji.  Karijci so bili v tesnem sorodu tudi z Lelegi. Njihovo ime je bilo morda starejše ime Karijcev ali morda ljudstva, ki je bilo pred njimi naseljeno v regiji in se je vključilo v karijsko družbo, v kateri je imelo  domnevno drugorazreden položaj.

## Predhelenistične države in ljudstva
Naziv Karija se pojavlja v številnih starih jezikih: v hetitskem kot Karkija, babilonskem kot Karsa in elamskem in staroperzijskem kot Kurka.  Ime je domnevno dobila po svojem praočetu in legendarnem karijskem junaku Karu.

## Grška kolonizacija
Karija kot novohetitsko kraljestvo je nastala približno v 11. stoletju pr. n. št.. Po prihodu Dorcev po trojanski vojni je obala Karije spadala v Dorski heksapolis. Dorci so bili zadnji in najbolj južni val grških migracij na obalo zahodne Anatolije. Zasedli so nekdanja mikenska naselja, med njimi Knid in Halikarnas, sedanji Bodrum. V Halikarnasu je bil v 5. stoletju pr. n. št. rojen slavni grški zgodovinar  Herodot.  Grška kolonizacija se je dogajala samo na obali, njeno zaledje pa je ostalo organizirano po karijsko v številne vasi, združene v lokalne zveze. 
Iliada pripoveduje, da je med trojansko vojno Milet pripadal Karijcem in bil trojanski zaveznik.
Angleški učenjak John Lemprière (1756-1824) trdi, da je bila Karija verjetno bogata s figami, da so gojili posebno sorto, ki se je imenovala karika, in da se je rek In Care periculum facere (v nevarnosti se naredi Karijca) pregovorno uporabljal za beg pred nepomembno nevarnostjo. Karija je še vedno najpomembnejši pridelovalec fig v Turčiji, ki je sicer največji pridelovalec fig na svetu.

## Lidijska provinca
Med širjenjem Lidije pod kraljem Krezom (vladal 560-546 pr. n. št.) je bila Karija nekaj  časa lidijska provinca, potem pa je prišla pod oblast Perzijcev.

## Perzijska satrapija
Perzijsko Ahemenidsko cesarstvo je leta 545 pr. n. št. Karijo vključilo v svojo državo kot satrapijo. Njeno glavno mesto je bil Halikarnas. Druga pomembna mesta so bila Latmos, Antiohija, Mindos,  Laodikeja, Alinda in Alabanda.  Karija je sodelovala v jonski vstaji proti perzijski oblasti, ki je trajala od leta 499 do 493 pr. n. št..
Med drugo perzijsko invazijo na Grčijo (480–479 pr. n. št.) je bila Karija Kserksova  zaveznica in sodelovala v bitkah pri Artemiziji in  Salamini. Temistokel je pred obema bitkama poskušal odcepiti Jonce in Karijce od  perzijske koalicije. Pregovarjal jih je, naj  prestopijo na njegovo stran ali vsaj ne sodelujejo v bitkah.  Plutarh v svojih Vzporednih življenjih v Temistoklovem življenjepisu piše, da »Fanias (Φαινίας) piše,  da Temistoklova mati ni bila Tračanka, ampak Karijka z imenom Eutérpe  (Eυτέρπη), Neant  (Νεάνθης) pa dodaja, da je bila iz Halikarnasa v Kariji«. 
Po neuspeli perzijski invaziji na Grčijo so karijska mesta postala člani  Atiško-delske pomorske zveze.
Halikarnas je slovel po grobnici satrapa Mavzola (vladal 377-353 pr. n. št.), ki ga je njemu v čast zgradila njegova žena (in sestra) Artemizija. Mavzolej so razglasili za eno od sedmih čudes antičnega sveta. Izraz mavzolej je že v rimskih časi postal sopomenka za vse mogočne grobnice.

## Makedonsko kraljestvo
Aleksander Veliki je s pomočjo odstavljene karijske satrapinje Ade lete 334 pr. n. št. osvojil Karijo. Adi je vrnil karijski prestol, ona pa ga je v zameno posinovila in po svoji smrti nanj prenesla pravico do karijskega prestola. 

## Rimska in bizantinska provinca
V Rimskem cesarstvu se je ime Karija še vedno uporabljalo za geografsko pokrajino, ki je administrativno spadala v provinco Azijo. Med upravnimi reformami v 4. stoletju je bila provinca Azija ukinjena in razdeljena na več manjših provinc. Karija je postala samostojna provinca v okviru Azijske doiceze. 
Krščanstvo se je v Kariji širilo bolj počasi. Pokrajine sveti Pavel ni obiskal. Zdi se, da sta bili edini zgodnji krščanski cerkvi v Laodikeji in  Kolosah na skrajnem robu province, kjer so se ohranili tudi poganski običaji.  Zgleda, da se je krščanstvo v Karijo razširilo šele potem, ko so ga v Konstantinoplu razglasili za uradno državno vero.

## Razpustitev in prehod pod turško oblast
Bizantinsko cesarstvo je v 7. stoletju razpustilo province in prešlo na sistem civilno-vojaških okrožij – tém. Ozemlje, ki je nekoč pripadalo Kariji, so v zgodnjem 13. stoletju zasedli Turki iz Menteške dinastije in ustanovili bejluk s sedežem v Milasu.
Struktura prebivalstva v Menteškem bejluku je znana samo iz posrednih virov. V regijo so se priseljevali Turki iz notranjosti Anatolije, del domačega prebivalstva pa se je poturčil. Prvi popis prebivalstva v Osmanskem cesarstvu kaže, da je bila struktura prebivalstva netipična za regijo kot celoto, ker je bilo prebivalstvo skoraj izključno turško (99 %). Nemuslimansko manjšino so sestavljali večinoma Grki in majhna judovska skupnost v Milasu. Prvi administrativni ukrep Osmanskega cesarstva po prevzemu oblasti v regiji je bila selitev tisočletne prestolnice Milas v mnogo manjšo  Muğlo, iz katere je bilo laže obvladovati južne dele pokrajine.  V pokrajini, ki se je v prvih desetletjih 20. stoletja še vedno imenovala  Menteşe in je ustrezala nekdanji Kriji, je bilo po podatkih G. Sotiriadisa (1918) in S. Anagiostopoulousa (1997) približno 10 % oziroma 12.000-18.000 grških prebivalcev. Veliko Grkov se je malo pred tem priselilo z bližnjih Egejskih otokov. Večina Grkov se je izselila  leta 1919 še  pred izmenjavo prebivalstva med Turčijo in Grčijo.